# جورج ليونيداس ليزلي
جورج ليونيداس ليزلي (بالإنجليزية: George Leonidas Leslie)‏ هو مهندس معماري أمريكي، ولد في 1840، وتوفي في 1878.